# Adrien de Gasparin
Adrien Étienne Pierre de Gasparin (Orange, 29 giugno 1783 – Orange, 7 settembre 1862) è stato un politico e agronomo francese.

## Biografia
Nato da un ramo protestante di una famiglia di origine corsa, figlio di Thomas-Augustin de Gasparin (1754-1793), membro della Convenzione e del Comitato di Salute Pubblica, e di Marie-Anne Marguerite de Serre, Adrien de Gasparin abbracciò, come suo padre, la carriera militare in qualità di ufficiale di cavalleria nello stato maggiore del maresciallo Murat durante la campagna di Polonia (1806). Una ferita ricevuta a Eylau lo spinse a lasciare il servizio.
Rientrò in famiglia e si dette agli studi di agronomia.
Inviò numerose Memorie alla società dipartimentale dell'Accademia delle Scienze che stabilirono la sua reputazione in questo campo.
Si occupò della selezione delle razze. Le sue memorie furono premiate a Parigi e a Lione. Pubblicò una storia della città di Orange, un Manuale di arte veterinaria, una memoria sull'allevamento dei merinos. Una Memoria sulle malattie contagiose delle bestie da lana riportò il premio della Società reale di agricoltura (1829).
Dopo la rivoluzione del 1830, Gasparin, che fino ad allora si era rinchiuso in una opposizione alla Restaurazione, si riaccostò alla Monarchia di Luglio. Amico intimo di François Guizot, come lui protestante del Sud della Francia, fu eletto deputato il 6 novembre 1830, ma Guizot, ministro dell'interno gli attribuì delle funzioni pubbliche che non gli permisero di prendere parte ai lavori parlamentari.
Gasparin fu successivamente prefetto dell'Isère (20 settembre 1830), della Loira (1831) e del Rodano (novembre 1833). Era in carica come prefetto a Lione nell'aprile del 1834, durante una rivolta repressa brutalmente.
Come ricompensa, Gasparin fu nominato Pari di Francia.

## Una teoria positivista del valore economico
Studioso di grande cultura, oltre a un posto tra i grandi agronomi, ne merita uno, non ancora sufficientemente riconosciuto, anche tra i grandi cultori di economia politica e di scienze sociali.
Nello spirito più genuino della scienza del positivismo realizza il tentativo, nell'opera fondamentale, di reperire un unico metro fisico di tutti i valori economici, che ritiene di identificare nel contenuto in azoto degli alimenti.
La chimica non ha ancora riconosciuto le proteine, ma ha dimostrato l'assoluta necessità, per ogni vivente animale, di alimenti contenenti azoto. Sulla fondamentale constatazione che il cibo è il più essenziale di tutti i beni economici, convinto che l'azoto costituisca l'elemento che assicura al cibo il suo valore capitale, l'agronomo francese costruisce una teoria economica fondata sul contenuto in azoto degli alimenti e delle terre che li producono.
È una teoria palesemente caduca, che ci offre una espressione paradigmatica di una età in cui la filosofia immaginò di risolvere sulla base di criteri fisici e chimici tutti i problemi storici, sociali, morali.

## Opere
- Le Croisement des races, 1810
- La Gourme des chevaux, 1811
- La Culture de la garance, 1815
- Histoire de la ville d'Orange et de ses antiquités, Orange, J. Bouchony, 1815, in-12
- Manuel d'art vétérinaire, à l'usage des officiers de cavalerie, des agriculteurs et des artistes vétérinaires, Parigi, J.-J. Paschoud, 1817, in-8
- Des Petites propriétés considérées dans leurs rapports avec le sort des ouvriers, la prospérité de l'agriculture et la destinée des États, Parigi, P. Mongie aîné, 1820, in-8
- Les Maladies contagieuses des bêtes à laine, Parigi, Mme Huzard, 1821, in-8
- Mémoire sur l'éducation des Mérinos, 1823
- Guide des propriétaires de biens ruraux affermés, 1829
- Recueil de mémoires d'agriculture et d'économie rurale, Parigi, Mme Huzard, 1829-1841, 3 vol. in-8
- Mémoire sur le métayage, Lione, Impr. de J.-M. Barret, 1832, in-8
- Considérations sur l'extension de la culture des mûriers, Lione, Impr. de J.-M. Barret, 1833, in-8
- Mémoire sur la valeur des engrais, Parigi, Impr. de la Veuve Bouchard-Huzard, 1842, in-8 (Extrait des Mémoires de la Société royale et centrale d'agriculture)
- Cours d'agriculture, Parigi, Bureau de la Maison rustique, 1843-1851, 5 vol. in-8
- Considérations sur les subsistances, Paris, Dusacq, sd (extrait du Journal d'agriculture pratique et de jardinage, mai 1847), in-8
- Guide des propriétaires des biens soumis au métayage, Parigi, Dusacq, 1853, in-18
- Principes de l'agronomie, Parigi, Dusacq, 1854, in-8